# Gustavinho
Gustavinho, właśc. Gustavo Ribeiro Neves (ur. 23 kwietnia 2004 w Goiânii) – brazylijski piłkarz występujący na pozycji środkowego lub ofensywnego pomocnika, od 2023 roku zawodnik Red Bull Bragantino.